# La vecchia fattoria
La vecchia fattoria è stato un programma televisivo, spin-off di Unomattina, dedicato al mondo degli animali, andato in onda dal 1998 al 2002 su Rai 1 da lunedì al venerdì mattina. Il programma è andato in onda dal centro di produzione Rai di Napoli ed era condotto da Luca Sardella e Janira Majello. Nelle ultime due stagioni il programma venne affiancato da La prova del cuoco, che lo sostituì completamente a partire dalla stagione 2002-2003.

## Il programma
La trasmissione nasce per sostituire Verde mattina, programma di Rai 1 andato in onda dal 1994 al 1998. Il programma ripropone come il “programma madre” i temi dell’alimentazione e della natura, insieme a una grande attenzione per gli animali, la sana cucina, i fiori e le piante. Non manca lo spazio dedicato alle generazioni più mature, in altre parole a quei nonni in grado di ripercorrere la vita quotidiana, le abitudini, i costumi italiani negli ultimi decenni e di dispensare consigli preziosi per vivere meglio.

## Edizioni
| Edizione | Periodo           | Periodo        | Conduttori    | Conduttori     | Conduttori      | Conduttori |
| Edizione | Inizio            | Fine           | Conduttori    | Conduttori     | Conduttori      | Conduttori |
| -------- | ----------------- | -------------- | ------------- | -------------- | --------------- | ---------- |
| 1ª       | 28 settembre 1998 | 28 maggio 1999 | Luca Sardella | Janira Majello | Paolo Matarazzo |            |
| 2ª       | 27 settembre 1999 | 2 giugno 2000  | Luca Sardella | Janira Majello | Paolo Matarazzo |            |
| 3ª       | 18 settembre 2000 | 1º giugno 2001 | Luca Sardella | Janira Majello | Paolo Matarazzo |            |
| 3ª       | 17 settembre 2001 | 31 maggio 2002 | Luca Sardella | Janira Majello | Paolo Matarazzo |            |